# 戴夫·格羅爾
大衛·艾瑞克·格羅爾（英語：David Eric Grohl，1969年1月14日—），普遍以暱稱戴夫·格羅爾（英語：Dave Grohl）為眾所知，是美國搖滾音樂家、歌手與作曲人，擅長多項樂器。格羅爾以鼓手起家，1980年代曾落腳於華盛頓哥倫比亞特區一帶多個樂團，包括硬蕊龐克樂團Scream。1990年，他加入了垃圾搖滾天團超脫樂團擔任鼓手。在1994年4月超脫樂團靈魂人物科特·柯本自殺身亡後，格羅爾自組了幽浮一族樂團，負責主唱與作曲。另外，格羅爾也受邀於石器時代女王等音樂活動、團體演出，亦為致命玩笑、九寸釘、超凡樂團、Tenacious D等多組樂團擔任伴奏。

## 外部連結
- 戴夫·格羅爾在互联网电影资料库（IMDb）上的資料（英文）
- 幽浮一族樂團官方網站 （页面存档备份，存于）